# Hadżi Girej
Hadżi Girej Melek (Anioł) (krymskotat. Hacı Geray, Melek Hacı Geray) (ur. 1397, zm. 1466) – potomek Czyngis-chana w 9 pokoleniu. Pierwszy chan krymski w latach 1441–1466 i założyciel dynastii Girejów.

## Życiorys
W roku 1420 został emirem Krymu wchodzącego w skład Złotej Ordy. W 1427 Złota Orda rozpadła się na chanaty. W latach 1428–1430 oderwał od Złotej Ordy część Krymu, a następnie obwołał się samodzielnym władcą. W roku 1449 ogłosił się niezależnym władcą Chanatu Krymskiego ze stolicą w Bakczysaraju.
Był sojusznikiem króla polskiego. Zagrożony przez Złotą Ordę oraz Imperium Osmańskie zawarł sojusz z Polską i Litwą zobowiązując się do udzielania pomocy. Działał z poparciem Witolda i w latach 1434–1443 mieszkał za zezwoleniem Witolda w Lidzie. Złota Orda chciała zmusić go do uznania jej zwierzchności, ale Hadżi mając oparcie w sojuszu z Polską, Litwą i Księstwem Moskiewskim oparł się tym naciskom rozszerzając swoje władanie na tereny między Dnieprem i Donem. Jego władzy podlegała Kaffa, kolonia genueńska na Krymie.
Pokonał chana Wielkiej Ordy Sid Achmeta (1437–1465). Powstanie Chanatu Krymskiego nie zagroziło prawosławiu. Hadzi Girej modlił się przed świętą ikoną w Monastyrze Uspieńskim niedaleko Bakczysaraju.

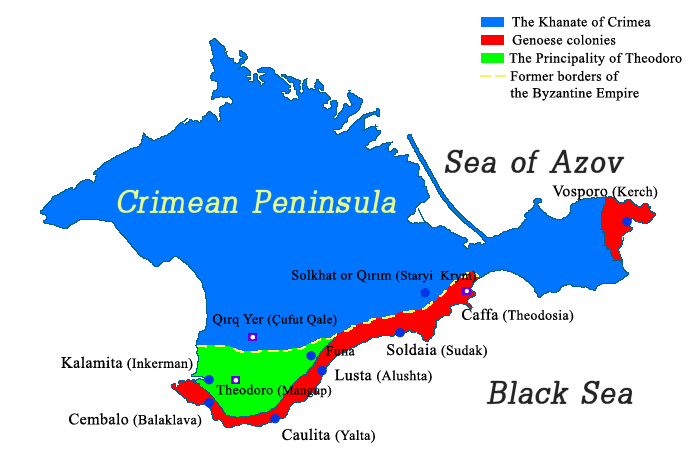
Półwysep Krymski w połowie XV w.

Z racji urody zwany był przez poddanych Melek – Anioł.